# Мыс Литке
Мыс Ли́тке — высокий обрывистый мыс в районе бухты Пуатын на восточном побережье Чукотского полуострова, омываемый Беринговым морем в пределах Чукотского района Чукотского автономного округа в России.
Был открыт и нанесён на карту в 1828 году русской кругосветной экспедицией на шлюпе «Сенявин». Год спустя по возвращении команды мыс получил название в честь начальника экспедиции Фёдора Литке. Название в переводе с чук. Кэйкэй — «шкварки от жира».
На скалах мыса гнездятся ок. 5 тыс. птиц: берингов баклан, бургомистр, серебристая чайка, моевка, тихоокеанский чистик, кайры, ипатка.